# Luci Meneni Lanat (tribú consular)
Luci Meneni Lanat (en llatí Lucius Menenius Lanatus) va ser un magistrat romà que va viure al segle iv aC. Formava part de la gens Menènia, d'origen patrici.
Va ser tribú amb potestat consular quatre vegades, la primera l'any 387 aC. Després va estar set anys en què va exercir altres càrrec i el 380 aC va ser tribú per segon cop. Per tercera vegada ho va ser dos anys després (378 aC) i per darrera vegada el 376 aC.